# Treball basat en activitats

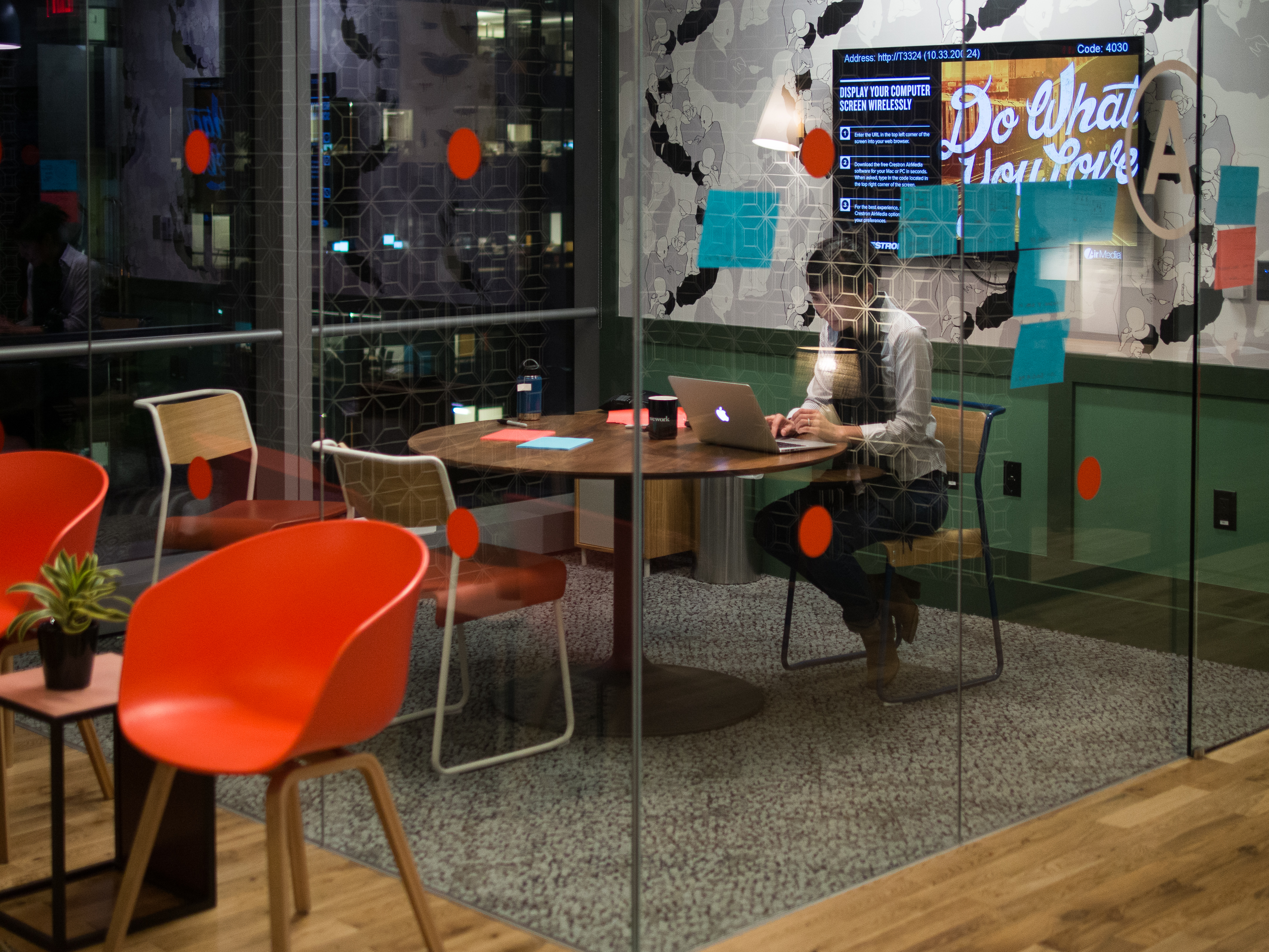
Sala de reunions de l'empresa nord-americana WeWork a San Francisco.

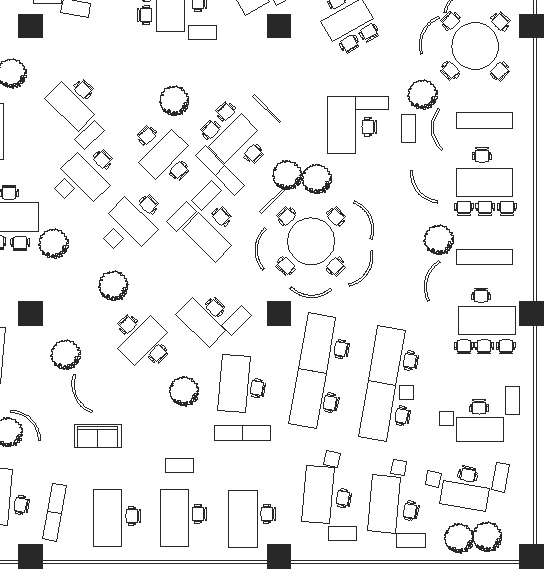
pla típic del paisatge d'oficines

El treball basat en activitats (ABW) és un marc estratègic organitzatiu que reconeix que les persones realitzen diferents activitats en el seu dia a dia i, per tant, necessiten una varietat d'entorns laborals recolzats per la tecnologia i la cultura adequades per dur a terme aquestes activitats de manera eficaç. En funció de l'activitat, els individus, els equips i l'organització tenen capacitat per assolir tot el seu potencial mitjançant el desenvolupament d'una cultura de connexió, inspiració, responsabilitat i confiança. A nivell personal, l'Activity Based Working també permet que cada persona organitzi les seves activitats laborals de la manera que millor s'adapti al que ha de fer i amb qui ha de fer-ho, afavorint la productivitat i el compromís en el treball. Tot i que normalment no s'implementa com a estratègia empresarial d'estalvi de costos, pot produir eficiències i estalvis de costos mitjançant una col·laboració i un treball en equip més eficaços. Els espais inspiradors que evolucionen a partir d'un enfocament basat en activitats estan dissenyats per crear oportunitats per a una varietat d'activitats en el lloc de treball, que van des d'un intens treball d'enfocament fins a entorns col·laboratius, així com àrees per a reunions improvisades o més formals.
Els estudis suggereixen que ABW (de manera contraintuïtiva) redueix les interaccions cara a cara i augmenta significativament el trànsit de correu electrònic. Tanmateix, quan aprofundim més en aquests articles, descobrim que aquests malentesos provenen més aviat de confondre el treball basat en l'activitat com simplement l'aplicació d'un determinat disseny d'oficina. No obstant això, Activity Based Working, és un marc que engloba una manera holística de treballar que va més enllà de l'espai físic de l'oficina, incorporant les plataformes i eines tecnològiques, així com els entorns digitals i culturals que donen suport a les activitats laborals, amb l'objectiu final de fomentar les persones. per prosperar, equips per connectar i organitzacions per prosperar.

## Història
La primera referència coneguda a una anàlisi basada en activitats dels modes de treball d'oficina va ser de l'arquitecte nord-americà Robert Luchetti a finals dels anys setanta. Va coinventar el concepte ara àmpliament acceptat de l'oficina com una sèrie de "configuracions d'activitats" el 1983. En un entorn basat en la configuració d'activitats, es proporcionen diverses configuracions que tenen diferents atributs tècnics i físics reunits per donar suport a la varietat de "modes" de rendiment que tenen lloc en un entorn de treball.
El terme "Activity Based Working" es va encunyar per primera vegada al llibre The Art of Working d'Erik Veldhoen, consultor holandès de Veldhoen + Company i autor del llibre The Demise of the Office. El treball basat en activitats va ser implementat per primera vegada per Interpolis per Veldhoen + Company als anys noranta als Països Baixos. Interpolis és una de les companyies d'assegurances més grans dels Països Baixos. L'empresa va obtenir un ampli reconeixement amb la seva campanya publicitària "Interpolis. Crystal clear", que es va adoptar de la seva visió i va donar vida a la seva nova manera de treballar.

## L'oficina basada en activitats
Es diu que el concepte d'oficina basat en activitats augmenta la productivitat mitjançant l'estimulació de la interacció i la comunicació alhora que manté la satisfacció dels empleats i redueix els costos d'allotjament. Tot i que algunes investigacions s'han dedicat a comprendre el valor afegit, encara calen dades sòlides sobre la relació entre el disseny d'oficines, les seves intencions i l'ús real després de la implementació.
El concepte de lloc de treball basat en activitats s'ha implementat a les organitzacions com a solució per millorar l'eficiència de l'espai d'oficines. Tanmateix, la qüestió de si la comoditat o la productivitat dels treballadors d'oficina es veuen compromeses en la recerca de l'eficiència de l'espai no s'ha investigat del tot. Hi ha obstacles i problemes a l'hora de practicar el concepte d'oficina basat en activitats. Un estudi realitzat en entorns de treball basats en activitats informa que els empleats sense un escriptori assignat es queixen de l'escassetat d'escriptori, dificultats per trobar col·legues que limita la col·laboració immediata, temps perdut per trobar i configurar una estació de treball i capacitat limitada per ajustar o personalitzar les estacions de treball per satisfer les persones. necessitats ergonòmiques. Un altre estudi suggereix l'impacte del disseny d'oficines en la satisfacció dels ocupants, la productivitat percebuda i la salut, apuntant cap a la reducció del temps que els treballadors passen asseguts a les oficines d'ABW
L'estudi més recent publicat l'any 2020 per Veldhoen + Company, els fundadors d'Activity Based Working, va ser el projecte de recerca global més gran sobre el treball basat en l'activitat. La investigació es va proposar entendre l'impacte mesurable del treball basat en l'activitat i els impulsors de l'èxit en les transicions del treball basat en l'activitat. El projecte de recerca es va iniciar el juliol de 2019 i es va veure afectat per la pandèmia de la COVID-19 el 2020. L'informe va incloure 32.369 respostes que abasten 11 països i va explorar les preguntes utilitzades a les enquestes de l'índex Leesman, proporcionant un context valuós per entendre el comportament dels treballadors d'oficina, amb l'oportunitat d'explorar quins factors serien més importants a mesura que les organitzacions transiten cap a un retorn post-pandèmia. a l'oficina. Les dades ens indiquen no només a quin tipus de lloc de treball hem de tornar, sinó també com fer-ho.

## Oficines basades en activitats del futur
Per crear un entorn de treball exitós, és important conèixer les demandes i els comportaments dels empleats que utilitzen aquest entorn. Recentment també hi ha hagut un moviment cap a la comprensió de les característiques del disseny d'interiors que sustenten els resultats més alts de satisfacció dels ocupants a ABW, oficines de planta oberta.
No obstant això, els tres pilars fonamentals que donen suport a una nova forma de treballar continuen sent els mateixos: els entorns de treball (1) comportamental, (2) virtual i (3) físic, que es poden vincular als processos de treball de recursos humans, informàtica i gestió d'instal·lacions en l'entorn laboral. L'accés a noves tecnologies i mètodes d'anàlisi, com ara l'anàlisi de xarxes organitzatives i altres mètriques del lloc de treball, seguiran configurant el futur de la capacitat dels líders per entendre i planificar el futur de les seves organitzacions.